# Košutovo (Kosovska Mitrovica)
Pour les articles homonymes, voir Košutovo.
Koshtovë en albanais et Košutovo en serbe latin (en serbe cyrillique : Кошутово) est une localité du Kosovo située dans la commune/municipalité de Mitrovicë/Kosovska Mitrovica et dans le district de Mitrovicë/Kosovska Mitrovica. Selon le recensement kosovar de 2011, elle compte 1 702 habitants.

## Démographie

### Évolution historique de la population dans la localité
| 1948 | 1953 | 1961 | 1971  | 1981  | 1991  | 2011  |
| ---- | ---- | ---- | ----- | ----- | ----- | ----- |
| 758  | 862  | 984  | 1 204 | 1 517 | 1 935 | 1 702 |

|  |

### Répartition de la population par nationalités (2011)
En 2011, les Albanais représentaient 99,71 % de la population.